# کشتار صفصاف

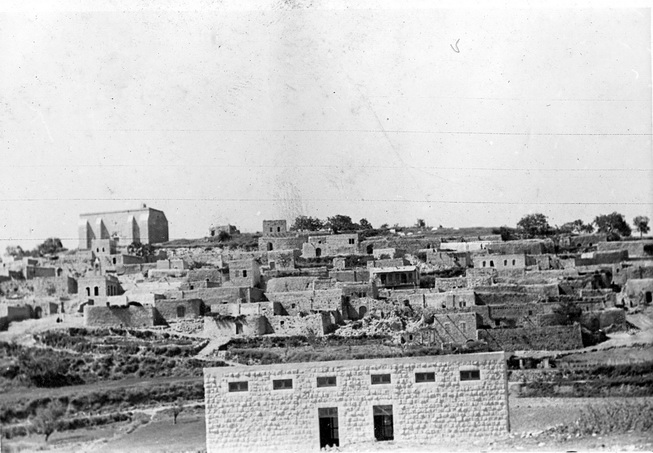
نگاره‌ای کهن از روستای صفصاف در سال ۱۹۳۸

کشتار صفصاف یکی از کشتارهای اسرائیلی‌ها در فلسطین است که در سال ۱۹۴۸ روی داد. در این کشتار که در روستای فلسطینی صفصاف روی داد حدود ۶۰ تن از فلسطینیان توسط اسرائیلی‌ها به قتل رسیدند.
ارتش اسراییل روستای فلسطینی صفصاف را در ناحیه جلیل محاصره کرد. این روستا توسط ارتش آزادی‌بخش عربی، گردان Yarmuk دوم محافظت می‌شد. روستای صفصاف، اولین روستایی بود که در عملیات حیرام سقوط کرد که ارتش اسراییل هدف خود را نابودی دشمن در ناحیه جلیل مرکزی در راستای کنترل کامل این ناحیه و پایه‌گذاری یک خط دفاعی در مرز شمالی این کشور بیان کرد.این روستا توسط ماشین‌های زرهی دو دسته از ارتش و تانک‌های گروهان گردان ۷ ام از عصر تا ساعت ۷ صبح روز بعد مورد حمله قرار گرفت.
اسناد این قتل‌عام برای کشتار ۵۲ تا ۶۴ روستایی توسط ارتش اسراییل از طریق تاریخ شفاهی عربی و چندین منبع دولتی اسراییلی به‌طور همزمان منتشر شد. بنابر اسناد موجود، ۵۲ مرد در حالی که دستانشان بسته بود مورد تیراندازی قرار گرفته و کشته شده و در یک گودال دفن شده بودند. همچنین تجاوز به سه زن و حتی یک دختر ۱۴ ساله توسط نیروهای ارتش اسراییل گزارش شده است. دو تحقیق داخلی توسط این ارتش در سال‌های ۱۹۴۸ تا ۱۹۴۹ آغاز شد که نتیجه به صورت سری نگه داشته شد.

## اتهامات

### گزارش‌های اسراییل
یک منبع مهم، خاطرات یوسف نشیمانی (Yosef Nachmani) افسر ارشد سازمان شبه‌نظامی یهودی هگانا است که صندوق ملی یهودیان را از سال ۱۹۵۳ تا ۱۹۶۵ در جلیل شرقی اداره می‌کرد. او از روستای صفصاف و نواحی حومه آن در ۶ نوامبر بازدید کرد.
در ۶ نوامبر ۱۹۴۸، Nachmani نوشت: در ساکنان صفصاف پرچم سفید بلند کردند ، [سربازان] زنان و مردان را جمع‌آوری کرده و سپس از هم جدا کردند. دست ۵۰ تا ۶۰ نفر از کشاورزان را بهم بستند و پس از کشتن، آنان را در یک گودال دفن کردند. همچنین آنان تعداد زیادی از زنان را مورد تجاوز قرار دادند. پس از لیست کردن جنایات نسبت داده شده به آنان در روستاهای دیگر مانند صلحه، فراضیه و عیلبون Nachmani می‌نویسد: آنها از کجا آمده‌اند با این حد از ظالمیت مانند نازی ها؟ آیا شیوه‌های انسانی دیگری برای اخراج این ساکنان وجود نداشته است؟
Moshe Erem این قتل‌عام را در جلسه ای به کمیته سیاسی ماپام (Mapam) گزارش کرد اما صحبت‌های او بعد از چند دقیقه حذف شد. در جلسه ای که توسط Aharon Cohen برگزار شده بود، Erem گفت: ۵۲ مرد از صفصاف دست‌هایشان بهم بستند و در گودالی انداختند و سپس به طرف آنها شلیک کردند. سه تن از زنان را مورد تجاوز قرار دادند و در میان آنان یک دختر ۱۴ بود.

### گزارش‌های مردم عرب
گزارش‌ها اسرائیلی با جزئیات کامل توسط شاهدان عرب که روایت‌هایشان را به مورخان بازگو کرده‌اند، تأیید می‌شود. به گفتهٔ Nafez Nazzal که در سال ۱۹۷۳ در کمپ مخیم عین الحلوة با اسیران مصاحبه کرده بود، شاهدان به تجاوز به ۴ زن و کشته شدن ۷۰ مرد اشاره کرده بودند. روستاییان گفته‌اند هنگامی که حمله آغاز شد، نیروهای شبه نظامی به دفاع از روستا پرداختند اما با یک حمله سه جانبه غافلگیر شدند. یکی از مدافعان بعداً گفته بود: ما انتظار حمله از سه طرف را نداشتیم. هنگامی که هیچ‌یک از ارتش‌های عرب به ما نپیوستند ما با داوطلبان لبنانی ALA عقب‌نشینی کردیم و بیشتر روستاییان را جا گذاشتیم…